# منتخب لبنان لكرة الصالات
المنتخب اللبناني لكرة الصالات هو المنتخب الذ يمثل لبنان في مسابقات كرة الصالات الدولية،  ولقب المنختب الرسمي هو «الأرز». ويدار رسمياً من قبل اتحاد كرة القدم اللبناني (LFA)، وهو عضو في الاتحاد الآسيوي لكرة القدم (AFC) وأيضًا اتحاد غرب آسيا لكرة القدم (WAFF).

## البطولات

### كأس العالم لكرة الصالات
| كأس العالم لكرة الصالات FIFA | كأس العالم لكرة الصالات FIFA | كأس العالم لكرة الصالات FIFA | كأس العالم لكرة الصالات FIFA | كأس العالم لكرة الصالات FIFA | كأس العالم لكرة الصالات FIFA | كأس العالم لكرة الصالات FIFA | كأس العالم لكرة الصالات FIFA | كأس العالم لكرة الصالات FIFA |
| السنة                        | الجولة                       | الملعوبة                     | W                            | D                            | L                            | GS                           | GA                           |                              |
| ---------------------------- | ---------------------------- | ---------------------------- | ---------------------------- | ---------------------------- | ---------------------------- | ---------------------------- | ---------------------------- | ---------------------------- |
| 1989                         | لم يشارك                     | لم يشارك                     | لم يشارك                     | لم يشارك                     | لم يشارك                     | لم يشارك                     | لم يشارك                     | لم يشارك                     |
| 1992                         | لم يشارك                     | لم يشارك                     | لم يشارك                     | لم يشارك                     | لم يشارك                     | لم يشارك                     | لم يشارك                     | لم يشارك                     |
| 1996                         | لم يشارك                     | لم يشارك                     | لم يشارك                     | لم يشارك                     | لم يشارك                     | لم يشارك                     | لم يشارك                     | لم يشارك                     |
| 2000                         | لم يشارك                     | لم يشارك                     | لم يشارك                     | لم يشارك                     | لم يشارك                     | لم يشارك                     | لم يشارك                     | لم يشارك                     |
| 2004                         | لم يتأهل                     | لم يتأهل                     | لم يتأهل                     | لم يتأهل                     | لم يتأهل                     | لم يتأهل                     | لم يتأهل                     | لم يتأهل                     |
| 2008                         | لم يتأهل                     | لم يتأهل                     | لم يتأهل                     | لم يتأهل                     | لم يتأهل                     | لم يتأهل                     | لم يتأهل                     | لم يتأهل                     |
| 2012                         | لم يتأهل                     | لم يتأهل                     | لم يتأهل                     | لم يتأهل                     | لم يتأهل                     | لم يتأهل                     | لم يتأهل                     | لم يتأهل                     |
| 2016                         | لم يتأهل                     | لم يتأهل                     | لم يتأهل                     | لم يتأهل                     | لم يتأهل                     | لم يتأهل                     | لم يتأهل                     | لم يتأهل                     |
| 2020                         |                              |                              |                              |                              |                              |                              |                              |                              |
| الإجمالي                     | 0/9                          | 0                            | 0                            | 0                            | 0                            | 0                            | 0                            |                              |

### بطولة كرة الصالات
| سجل بطولة كرة الصالات        | سجل بطولة كرة الصالات | سجل بطولة كرة الصالات | سجل بطولة كرة الصالات | سجل بطولة كرة الصالات | سجل بطولة كرة الصالات | سجل بطولة كرة الصالات | سجل بطولة كرة الصالات | سجل بطولة كرة الصالات |
| السنة                        | الجولة                | الملعوبة              | W                     | D                     | L                     | GS                    | GA                    |                       |
| ---------------------------- | --------------------- | --------------------- | --------------------- | --------------------- | --------------------- | --------------------- | --------------------- | --------------------- |
| 1999                         | لم يشارك              | لم يشارك              | لم يشارك              | لم يشارك              | لم يشارك              | لم يشارك              | لم يشارك              | لم يشارك              |
| 2000                         | لم يشارك              | لم يشارك              | لم يشارك              | لم يشارك              | لم يشارك              | لم يشارك              | لم يشارك              | لم يشارك              |
| 2001                         | لم يشارك              | لم يشارك              | لم يشارك              | لم يشارك              | لم يشارك              | لم يشارك              | لم يشارك              | لم يشارك              |
| 2002                         | لم يشارك              | لم يشارك              | لم يشارك              | لم يشارك              | لم يشارك              | لم يشارك              | لم يشارك              | لم يشارك              |
| 2003                         | مرحلة المجموعات       | 3                     | 1                     | 0                     | 2                     | 8                     | 23                    |                       |
| 2004                         | الدور ربع النهائي     | 5                     | 2                     | 1                     | 2                     | 22                    | 17                    |                       |
| 2005                         | الجولة 2              | 8                     | 6                     | 0                     | 2                     | 51                    | 25                    |                       |
| 2006 ‏                        | مرحلة المجموعات       | 3                     | 0                     | 1                     | 2                     | 12                    | 18                    |                       |
| 2007 ‏                        | الدور ربع النهائي     | 4                     | 2                     | 0                     | 2                     | 19                    | 15                    |                       |
| 2008                         | الدور ربع النهائي     | 4                     | 1                     | 1                     | 2                     | 13                    | 23                    |                       |
| 2010                         | الدور ربع النهائي     | 4                     | 2                     | 0                     | 2                     | 12                    | 16                    |                       |
| 2012                         | الدور ربع النهائي     | 4                     | 2                     | 0                     | 2                     | 10                    | 11                    |                       |
| 2014                         | الدور ربع النهائي     | 4                     | 1                     | 1                     | 2                     | 14                    | 19                    |                       |
| 2016                         | مرحلة المجموعات       | 3                     | 0                     | 2                     | 1                     | 7                     | 9                     |                       |
| بطولة آسيا لكرة الصالات 2018 | الدور ربع النهائي     | 4                     | 2                     | 2                     | 0                     | 11                    | 7                     |                       |
| مجموع                        | 11/15                 | 46                    | 19                    | 8                     | 19                    | 179                   | 183                   |                       |

### بطولة كرة قدم الصالات
| سجل بطولة غرب آسيا لكرة الصالات | سجل بطولة غرب آسيا لكرة الصالات | سجل بطولة غرب آسيا لكرة الصالات | سجل بطولة غرب آسيا لكرة الصالات | سجل بطولة غرب آسيا لكرة الصالات | سجل بطولة غرب آسيا لكرة الصالات | سجل بطولة غرب آسيا لكرة الصالات | سجل بطولة غرب آسيا لكرة الصالات |          |
| السنة                           | الجولة                          | الملعوبة                        | W                               | D                               | L                               | GS                              | GA                              |          |
| ------------------------------- | ------------------------------- | ------------------------------- | ------------------------------- | ------------------------------- | ------------------------------- | ------------------------------- | ------------------------------- | -------- |
| 2007 ‏                           | الوصيف                          | 3                               | 2                               | 0                               | 1                               | 12                              | 9                               |          |
| 2009                            | المركز الثالث                   | 4                               | 2                               | 0                               | 2                               | 11                              | 8                               |          |
| 2012                            | لم يشارك                        | لم يشارك                        | لم يشارك                        | لم يشارك                        | لم يشارك                        | لم يشارك                        | لم يشارك                        | لم يشارك |
| مجموع                           | 2/3                             | 7                               | 4                               | 0                               | 3                               | 23                              | 17                              |          |

### بطولة كرة الصالات العربية
| سجل بطولة الصالات العربية | سجل بطولة الصالات العربية | سجل بطولة الصالات العربية | سجل بطولة الصالات العربية | سجل بطولة الصالات العربية | سجل بطولة الصالات العربية | سجل بطولة الصالات العربية | سجل بطولة الصالات العربية |
| السنة                     | الجولة                    | الملعوبة                  | W                         | D                         | L                         | GS                        | GA                        |
| ------------------------- | ------------------------- | ------------------------- | ------------------------- | ------------------------- | ------------------------- | ------------------------- | ------------------------- |
| 1998                      | لم يشارك                  | لم يشارك                  | لم يشارك                  | لم يشارك                  | لم يشارك                  | لم يشارك                  | لم يشارك                  |
| 2005                      | المركز الثالث             | 4                         | 2                         | 0                         | 2                         | 24                        | 27                        |
| 2007                      | المركز الثالث             | 5                         | 2                         | 0                         | 3                         | 24                        | 21                        |
| 2008                      | المركز الرابع             | 6                         | 3                         | 0                         | 3                         | 33                        | 20                        |
| مجموع                     | 3/4                       | 15                        | 7                         | 0                         | 8                         | 81                        | 68                        |

## لاعبين

### فرقة الحالية
اللاعبون المدعوون إلى بطولة آسيا لكرة القدم الخماسية 2018.
| رقم | المركز | اللاعب              | تاريخ الميلاد (العمر) | النادي                 |
| --- | ------ | ------------------- | --------------------- | ---------------------- |
| 1   | GK     | Hussein Hamadani    | 23 يونيو 1984         | نادي بنك بيروت الرياضي |
| 2   | GK     | Ghadi Abi Akl       | 9 أبريل 1996          | Ashrafieh              |
| 13  | GK     | Karim Joueidi       |                       | Ashrafieh              |
| 3   | FP     | Mohammad Abou Zeid  |                       | الجيش اللبناني         |
| 4   | FP     | Mustafa Rhyem       | 1 أكتوبر 1993         | Ashrafieh              |
| 5   | FP     | Ahmad Kheir El-Dine | 7 يوليو 1995          | نادي بنك بيروت الرياضي |
| 6   | FP     | Ali El-Homsi        | 20 أكتوبر 1985        | نادي بنك بيروت الرياضي |
| 7   | FP     | Hassan Zeitoun      | 15 فبراير 1988        | Al Fayhaa Tripoli      |
| 8   | FP     | Kassem Koussan      | 1 أكتوبر 1985         | Al Fayhaa Tripoli      |
| 9   | FP     | Mouhammad Hammoud   | 7 يونيو 1997          | نادي بنك بيروت الرياضي |
| 10  | FP     | علي طنيش            | 16 يوليو 1992         | نادي بنك بيروت الرياضي |
| 11  | FP     | Mohamad Kobeissy    | 1 أكتوبر 1988         | الجيش اللبناني         |
| 12  | FP     | Karim Abou Zeid     | 11 يناير 1991         | نادي بنك بيروت الرياضي |
| 14  | FP     | Moustafa Serhan     | 31 مايو 1989          | نادي بنك بيروت الرياضي |